# Halffterius rufoclavatus
Halffterius rufoclavatus es una especie de coleóptero de la familia Geotrupidae. Habita en México.